# حماد بن مسعدة
أبو سعيد التميمي حماد بن مسعدة، ويقال: الباهلي، مولاهم البصري. من رواة الحديث الثقات، وثقه أبو حاتم. تُوفي في رجب سنة 202 هـ المُوافق لـ817م.

## روايته للحديث النبوي
- حدث عن: هشام بن عروة، ويزيد بن أبي عبيد، وابن عون، وسليمان التيمي، وابن جريج، وعبيد الله بن عمر، وطبقتهم.
- حدث عنه: ابن راهويه، وأحمد بن حنبل، ويحيى بن أبي طالب، وأحمد بن الفرات، وآخرون.[3]
- الجرح والتعديل: قال أبو حاتم الرازي: «ثقة». قال أبو حفص عمر بن شاهين: «ثقة ثقة لا بأس به». قال ابن حجر العسقلاني: «ثقة». قال الذهبي: «ثقة». قال محمد بن سعد كاتب الواقدي: «ثقة إن شاء الله».[4]